# Corbas
Corbas ist eine französische Gemeinde mit 11.196 Einwohnern (Stand 1. Januar 2022) in der Métropole de Lyon in der Region Auvergne-Rhône-Alpes. Die Bewohner nennen sich Corbasiens. Corbas gehörte bis 2015 zum Kanton Saint-Fons.

## Geographie
Die Gemeinde liegt rund zehn Kilometer südsüdöstlich von Lyon. Umgeben wird Corbas von den Nachbargemeinden Vénissieux im Nordwesten und Norden, Saint-Priest im Norden und Nordosten, Mions im Osten, Chaponnay im Südosten, Marennes im Süden, Saint-Symphorien-d’Ozon im Südwesten und Feyzin im Westen.
| Jahr                       | 1962 | 1968 | 1975 | 1982 | 1990 | 1999 | 2006 | 2011   |
| Einwohner                  | 1362 | 2208 | 3225 | 6375 | 8101 | 9259 | 9486 | 10.621 |
| Quellen: Cassini und INSEE |      |      |      |      |      |      |      |        |

## Sehenswürdigkeiten
- Kirche Saint-Jacques
- Flugplatz Lyon-Corbas
- Fort Corbas

## Gemeindepartnerschaft
Mit der italienischen Gemeinde Corbetta in der Provinz Mailand verbindet Corbas eine Gemeindepartnerschaft.

## Weblinks

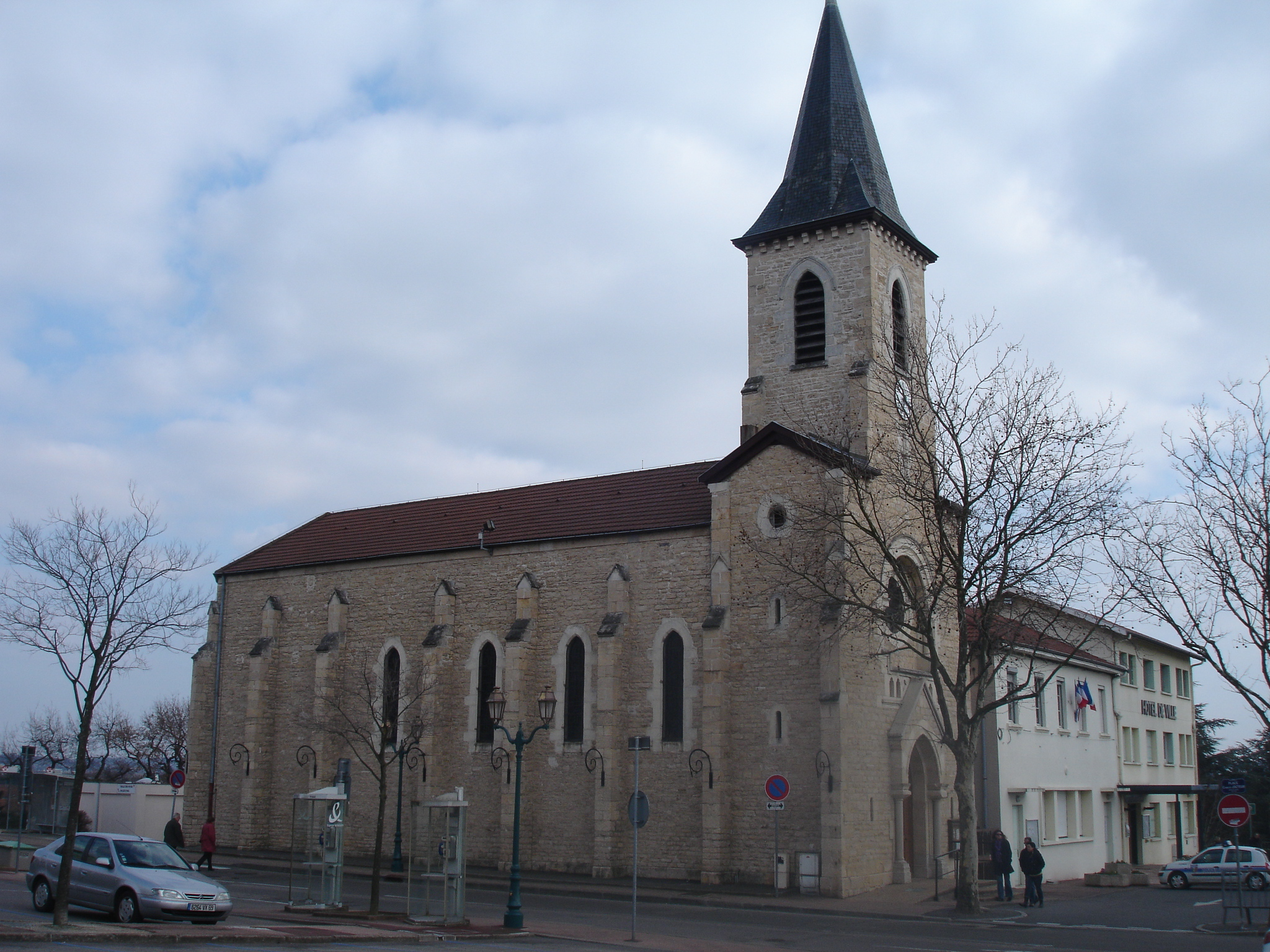
Kirche Saint-Jacques